# Ilariu Isvoranu
Ilariu R. Isvoranu (n. 19 februarie 1845, com. Tâmna, județul Mehedinți – d. 1927, Drobeta Turnu Severin) a fost un politician și ministru român.
"Intrat de timpuriu în politică a fost în nenumarate rânduri prefect al județului, primar al orașului Turnu-Severin, deputat și senator, iar in 1891 a fost numit Ministru al Domeniilor.
Liberal-national, este șeful județuluI Mehedinți, pe care l-a reprezintat î1 reprezintă aproape în permanență.
Astăzi d-sa a primit a fi Primarul Turnului-Severin, fiind si senator al județului. Natura aleasă, bărbat distins, temperament energic, e apreciat și stimat mult pentru marele sale calități.
Orator de forță, a ținut multe și miezoase discursuri în fostul Senat conservator, unde d-sa reușise a pătrunde printre puținii opozanți."